# ワイヤレススピーカー

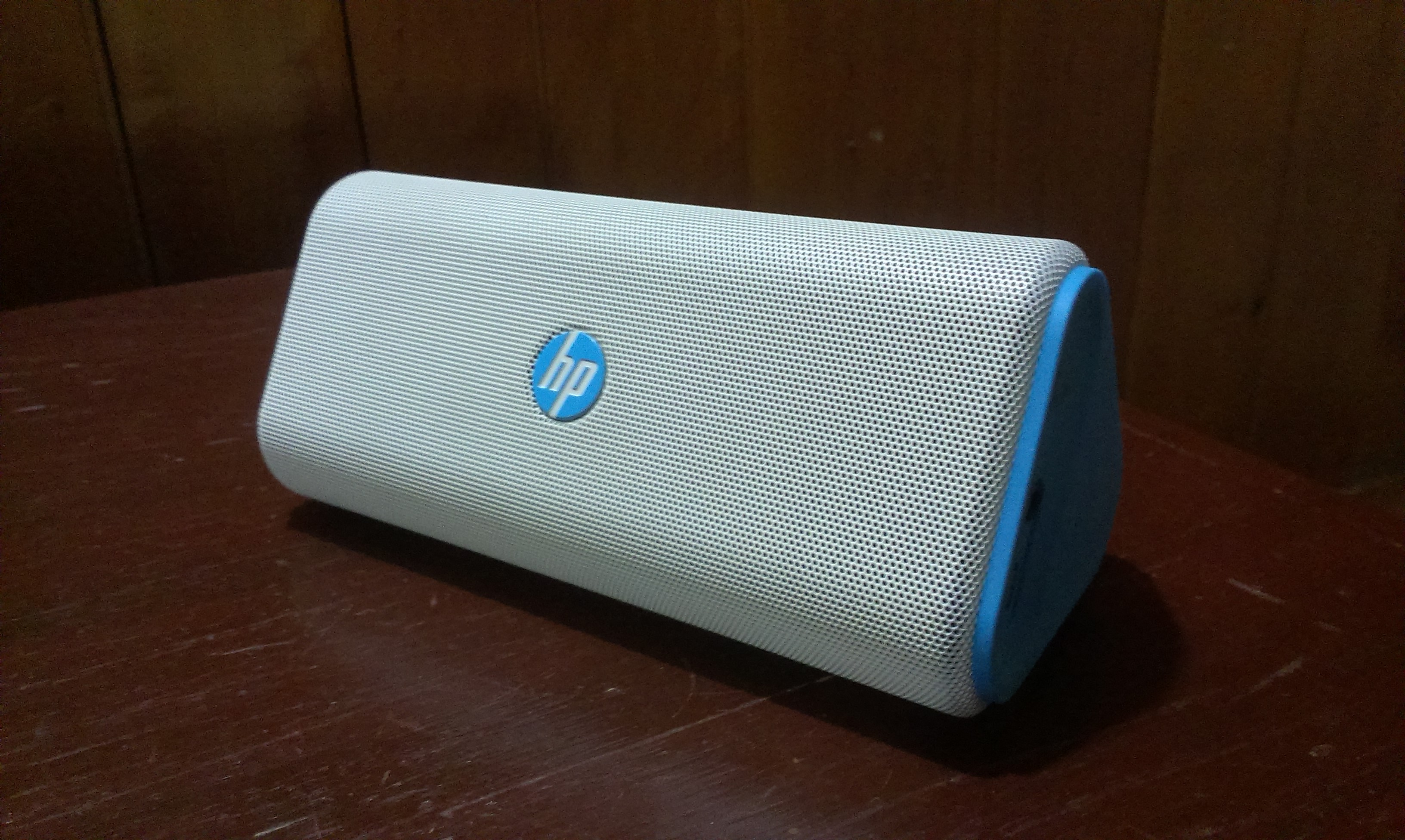
A blue HP Roarワイヤレススピーカー

ワイヤレススピーカーはオーディオケーブルではなく高周波(RF)無線通信を利用してオーディオ信号を受信するスピーカー。ワイヤレススピーカーへのオーディオ送信をサポートする2つの最も一般的な無線通信規格は、Wi-Fi (IEEE 802.11)の様々な規格とBluetoothである。

## 概要
ワイヤレススピーカーはRFレシーバーを組み込んだスピーカーを搭載したメインスピーカユニットとトランスミッター(送信機)ユニットの２つのユニットで構成されている。トランスミッターはハイファイ機器やテレビ、コンピューター、mp3プレイヤーなどにRCA端子などで接続する。レシーバーは、ユーザーが音が欲しい場所に配置され、ケーブルを使用することなくワイヤレススピーカーを自由に動かすことができる。レシーバー/スピーカユニットは、一般にスピーカへのオーディオ信号をブーストするアンプが内蔵されている。バッテリーまたはAC電気コンセントのいずれかによって電源が供給される。バッテリーは3～4時間持続し、一部のワイヤレススピーカーは充電式電池で動作する。
ワイヤレススピーカーで使用される信号周波数範囲は、一般にコードレス電話で使用される信号周波数範囲（900 MHz）と同一である。 RF信号は壁および床/天井を通過することができ、メーカーの大半は信号が45〜91メートルの範囲で送信されると主張している。多くのワイヤレススピーカーは、コードレス電話やベビーモニターなどの他の近くのワイヤレスデバイスとの電波干渉を克服するために、チューニングつまみを使用して設定できる可変送信チャンネルを備えている。Bluetoothデバイスは、無線通信システムを使用するため互いに見える範囲に置く必要はない。
特定のニーズに合わせて、さまざまな種類のワイヤレススピーカーが設計されている。ステレオスピーカーは、1つのスピーカーで左右ステレオチャンネルを両方配信できる。 屋外での使用に特別に設計されたスピーカーは堅牢なケースを備えており、メーカーは耐候性であると主張している。ホームシアターは、リアスピーカーのみがワイヤレスで、フロントスピーカーが有線である特殊なスピーカーを使用する。
ワイヤレススピーカーは、コードレス電話のような他の信号源との電波干渉の可能性と、一部のモデルでは比較的低音質であることからほとんどのピュアオーディオの愛好者からは痛烈な批判を受けている。しかし、その批判にもかかわらずワイヤレススピーカーは消費者の間で人気となり、市販製品の数も増加している。特に、小型で持ち運び可能なワイヤレスBluetoothスピーカーモデルは主に現在、都心の集合住宅に住んでおり、隣りの家庭に迷惑をかけるなどの理由でオーディオ機器を設置できない多くのユーザーの間で急速に需要が拡大した。

## ハイブリッドワイヤレススピーカー
2015年から一部のワイヤレススピーカーはVOIP電話機能を搭載している

## 関連リンク
- スピーカー
  - スマートスピーカー
  - アクティブスピーカー
- Digital Living Network Alliance (DLNA)
- AirPlay

## 脚註・参考外部リンク
1. ↑  "Best Wireless Speakers 2017". 30 November 2015. 2020年7月21日閲覧。
2. ↑  "How Wireless Speakers Work". 1 June 2012. 2020年7月21日閲覧。
3. ↑  "Wireless Bluetooth Speaker Technology Guide" Trusound Audio Dec 10, 2015.（2015年12月10日時点のアーカイブ）
4. ↑  "10 gadgets to make your old tech smarter". 11 January 2015. 2020年7月21日閲覧。
5. ↑  "Triby – The Connected Speaker for the Kitchen". 2020年7月21日閲覧。